# A Mixup for Mazie
A Mixup for Mazie é um curta-metragem norte-americano de 1915, do gênero comédia, estrelado por Harold Lloyd.

## Elenco

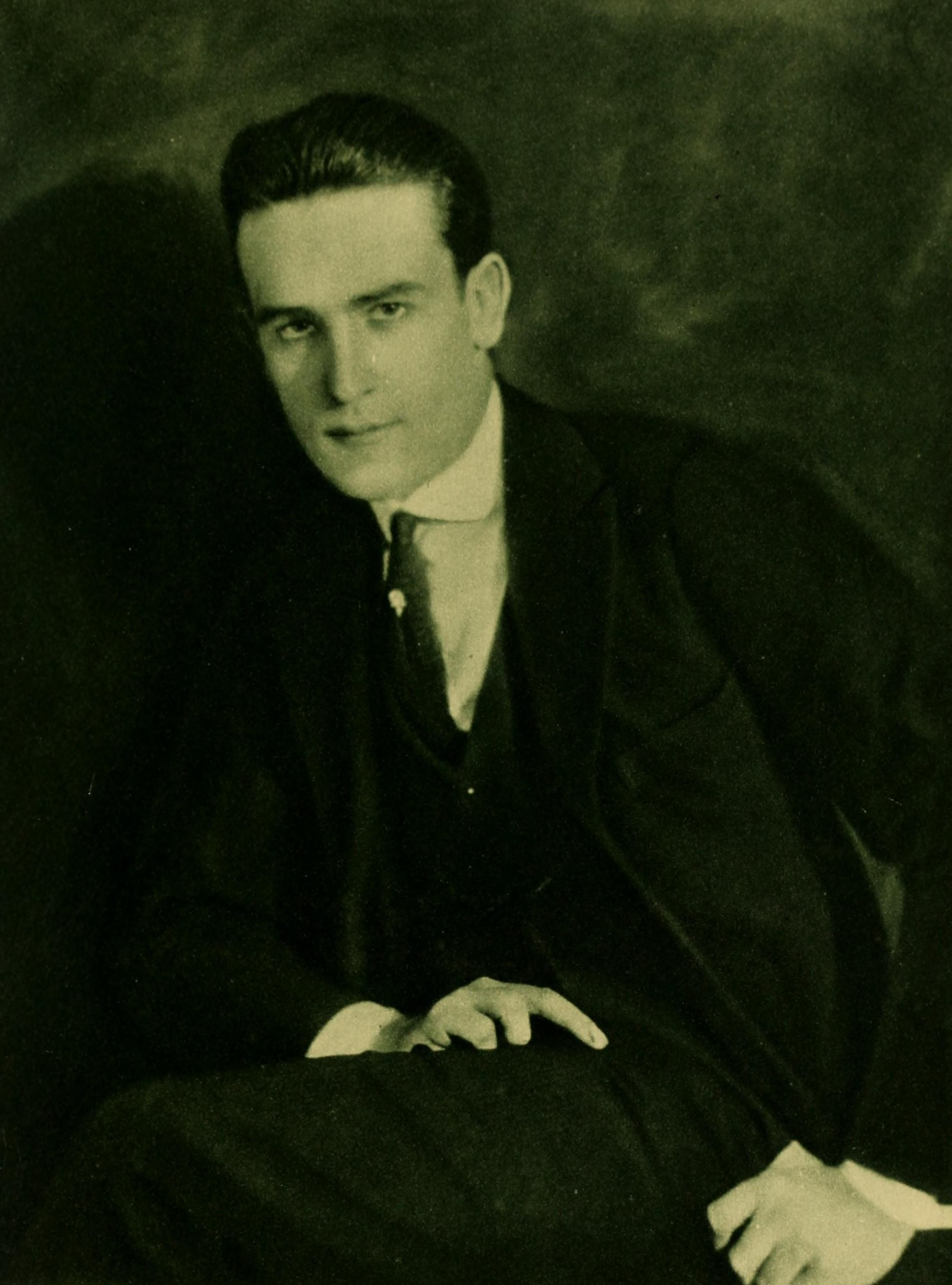
Harold Lloyd

- Harold Lloyd - Lonesome Luke
- Gene Marsh
- Jack Spinks